# Enno Edzard Popkes
Enno Edzard Popkes (* 1969) ist ein evangelischer Theologe.

## Leben und Beruf
Enno Edzard Popkes studierte als Stipendiat der Studienstiftung des Deutschen Volkes von 1993 bis 1999 evangelische Theologie und Philosophie in Hamburg und Tübingen. Von 1999 bis 2005 war er Assistent an der Evangelisch-Theologischen Fakultät der Ludwig-Maximilians-Universität München, wo er 2004 das Promotionsverfahren mit der Bewertung der Dissertation und aller Teilprüfungen des Rigorosums mit summa cum laude abschloss. Von 2005 bis 2007 arbeitete er an der Habilitation im Rahmen des Graduiertenkollegs Leitbilder der Spätantike an der Friedrich-Schiller-Universität Jena. Von 2007 bis 2010 war er Heisenbergstipendiat der Deutschen Forschungsgemeinschaft (währenddessen Lehrstuhlvertretungen in München [Wintersemester 2007/2008; Sommersemester 2009] und Jena [Sommersemester 2008]). Seit 2010 lehrt er als Professor für Geschichte und Archäologie des frühen Christentums und seiner Umwelt an der Christian-Albrechts-Universität Kiel.
Ein Forschungsschwerpunkt von Enno Edzard Popkes ist die Thanatologie. Popkes ist Vorsitzender der „Kieler Akademie für Thanatologie e.V.“, die einen Rahmen für entsprechende Forschungsprojekte an der Universität Kiel bieten soll.
Sein Bruder Warner B. J. Popkes ist der Begründer der Wirtschaftsprüfungsgesellschaft DPI AG in Leer, Ostfriesland.

## Schriften (Auswahl)
- Die Theologie der Liebe Gottes in den johanneischen Schriften. Zur Semantik der Liebe und zum Motivkreis des Dualismus (= Wissenschaftliche Untersuchungen zum Neuen Testament. Band 197). Mohr Siebeck, Tübingen 2005, ISBN 3-16-148669-2, (zugleich Dissertation, München 2004).
- Das Menschenbild des Thomasevangeliums. Untersuchungen zu seiner religionsgeschichtlichen und chronologischen Einordnung (= Wissenschaftliche Untersuchungen zum Neuen Testament. Band 206). Mohr Siebeck, Tübingen 2007, ISBN 3-16-148669-2, (zugleich Habilitationsschrift, Jena 2006).
- als Herausgeber mit Jörg Frey und Jens Schröter: Das Thomasevangelium. Entstehung – Rezeption – Theologie. Beiträge einer interdisziplinären Fachtagung, die vom 1. bis 4. Oktober 2006 in Eisenach unter dem Thema "Das Thomasevangelium im Kontext der frühchristlichen und spätantiken Literatur- und Religionsgeschichte" stattfand (= Zeitschrift für die neutestamentliche Wissenschaft. Beiheft 157), de Gruyter, Berlin u. a. 2008, ISBN 3-11-020246-8.
- als Herausgeber mit Gregor Wurst: Judasevangelium und Codex Tchacos. Studien zur religionsgeschichtlichen Verortung einer gnostischen Schriftensammlung (= Wissenschaftliche Untersuchungen zum Neuen Testament. Band 297), Mohr Siebeck, Tübingen 2012, ISBN 978-3-16-150794-6.
- Der Krankenheilungsauftrag Jesu. Studien zu seiner ursprünglichen Gestalt und seiner frühchristlichen Interpretation (= Biblisch-theologische Studien. Band 98). Neukirchener Theologie, Neukirchen-Vluyn 2014, ISBN 3-7887-2280-0.
- als Herausgeber mit Bernd Janowski: Das Geheimnis der Gegenwart Gottes. Zur Schechina-Vorstellung in Judentum und Christentum (= Wissenschaftliche Untersuchungen zum Neuen Testament. Band 318), Mohr Siebeck, Tübingen 2014, ISBN 3-16-152991-X.
- als Herausgeber mit Matthias R. Hoffmann und Felix John: Paulusperspektiven. Dieter Sänger zum 65. Geburtstag (= Biblisch-theologische Studien. Band 145). Neukirchener Theologie, Neukirchen-Vluyn 2014, ISBN 978-3-7887-2795-6.
- als Herausgeber mit Jörg Frey: Jesus, Paulus und die Texte von Qumran. VI. Schwerter Qumran-Tagung, die vom 6.–8. November 2009 in ... Schwerte stattfand (= Wissenschaftliche Untersuchungen zum Neuen Testament. Band 390). Mohr Siebeck, Tübingen 2015, ISBN 3-16-153212-0.
- als Herausgeber mit Christof Landmesser: Verbindlichkeit und Pluralität. Die Schrift in der Praxis des Glaubens (= Veröffentlichungen der Rudolf-Bultmann-Gesellschaft für Hermeneutische Theologie e.V.). Evangelische Verlagsanstalt, Leipzig 2015, ISBN 978-3-374-04048-3.
- als Herausgeber mit Harald Matern und Alexander Heit: Bibelhermeneutik und dogmatische Theologie nach Kant  (= Dogmatik in der Moderne. Band 14). Mohr Siebeck, Tübingen 2016, ISBN 3-16-153781-5.
- als Herausgeber mit Christof Landmesser: Kirche und Gesellschaft. Kommunikation – Institution – Organisation (= Veröffentlichungen der Rudolf-Bultmann-Gesellschaft für Hermeneutische Theologie e.V.). Evangelische Verlagsanstalt, Leipzig 2016, ISBN 3-374-04322-4.
- als Herausgeber mit Christof Landmesser: Gerechtigkeit verstehen. Theologische, philosophische, hermeneutische Perspektiven (= Veröffentlichungen der Rudolf-Bultmann-Gesellschaft für Hermeneutische Theologie e.V.). Evangelische Verlagsanstalt, Leipzig 2017, ISBN 3-374-04916-8.